# 多耙眶灯鱼
多耙眶灯鱼（学名：Diaphus termophilus）为輻鰭魚綱燈籠魚目灯笼鱼科眶灯鱼属的鱼类。分布于大西洋、太平洋以及南海等海域，属于热带海洋深海鱼类，棲息深度40-850公尺，體長可達8公分。该物种的模式产地在北大西洋。

## 扩展阅读
維基物種上的相關：多耙眶灯鱼